# María Antonia Armengol
María Antonia de Armengol Criado (n. 22 de septiembre de 1950, París, Francia). Fue diputada en las Cortes Valencianas desde 1983 a 2003. En las elecciones generales de España de 2004 fue elegida diputada por Valencia, manteniéndose en el cargo hasta 2008.

## Actividad profesional
- Vocal de la Comisión de Fomento y Vivienda.
- Vicepresidenta Segunda de la Comisión de Agricultura, Pesca y Alimentación.
- Vocal de la Comisión de Administraciones Públicas.